# Eleccions sindicals
Les eleccions sindicals són el procés electoral mitjançant el qual els treballadors d'un mateix centre de treball escullen democràticament els seus representants als òrgans unitaris de representació: comitès d'empresa o delegats de personal.
Ara bé, cal tenir present que aquests òrgans unitaris no existeixen pas a tots els països. En alguns perquè no hi ha diàleg social ni protecció dels treballadors. I en altres països socialment avançats (com els escandinaus i els anglosaxons), simplement perquè conceben les relacions laborals i la participació dels treballadors de manera diferent, a partir del diàleg directe de les direccions empresarials amb les organitzacions sindicals. En aquests darrers casos, els treballadors també voten, però és al si dels respectius sindicats on estan afiliats, per a escollir els representants del sindicat; però es tracta d'eleccions diferents: són eleccions internes del sindicat que es regulen pels seus propis estatuts. Ben distint de les eleccions sindicals que coneixem a casa nostra, les quals són regulades per les lleis laborals, obligatòries, i destinades a constituir òrgans unitaris de representació.
Als Països Catalans, les eleccions sindicals es realitzen segons les particularitats pròpies de la legislació laboral vigent a cada un dels territoris: legislació andorrana a Andorra, legislació francesa a la Catalunya del Nord, i legislació espanyola a la resta.

## Estat espanyol
A l'estat espanyol, les eleccions sindicals es realitzen obligatòriament durant la jornada laboral i per centres de treball: si una empresa té diversos centres de treball, hi haurà un comitè d'empresa per centre i, per tant, eleccions a cada centre. Només en casos que els centres siguin petits i ocupin pocs treballadors (menys de 50), poden fer eleccions per a un comitè d'empresa conjunt. Les eleccions es fan cada 4 anys. D'altra banda, a les empreses de més de 50 treballadors es formaran dos col·legis: el dels tècnics i administratius, i el dels treballadors especialistes i no qualificats; és a dir, el cens electoral es divideix segons la tasca professional dels treballadors i es realitzen dues votacions paral·leles, una per a cada grup; el nombre de membres elegibles també es distribueix proporcionalment segons el nombre de treballadors de cada grup. El conveni col·lectiu fins i tot pot preveure un nou col·legi si la particularitat del sector ho exigeix.

### El nombre de llocs a elegir
A les empreses més petites no hi ha comitè d'empresa sinó simples delegats de personal, que hi fan una funció equivalent. L'elecció de delegats és obligatòria als centres que comptin amb 10 treballadors o més; als centres amb més de 6 i menys de 10 treballadors, es pot escollir un delegat de personal si els treballadors ho acorden per majoria. A partir dels 50 treballadors, ja s'han de formar comitès d'empresa als centres de treball. Tant els Delegats de Personal com els Comitès d'empresa (Juntes de Personal per als funcionaris), és com es denominen els òrgans de representació unitària dels treballadors.
El nombre delegats o de membres del comitè varia en funció de la talla de l'empresa: com més treballadors, més llocs a cobrir, seguint la taula que segueix, establerta per l'article 66 de l'Estatut dels Treballadors. A les administracions públiques, per al personal funcionari, la taula de relació entre el nombre de treballadors i el nombre de membres de la Junta de Personal és diferent que per al comitè d'empresa:
| Treballadors   | Representants                                                              | Funcionaris                           |
| Fins a 30      | 1 delegat de personal                                                      | 1 delegat de personal                 |
| De 31 a 49     | 3 delegats de personal                                                     | 3 delegats de personal                |
| De 50 a 100    | 5 membres del Comitè d'Empresa                                             | 5 membres de la Junta de Personal     |
| De 101 a 250   | 9 membres del Comitè d'Empresa                                             | 9 membres de la Junta de Personal     |
| De 251 a 500   | 13 membres del Comitè d'Empresa                                            | 13 membres de la Junta de Personal    |
| De 501 a 750   | 17 membres del Comitè d'Empresa                                            | 17 membres de la Junta de Personal    |
| De 751 a 1.000 | 21 membres del Comitè d'Empresa                                            | 21 membres de la Junta de Personal    |
| Més de 1.000   | 21 més dos per cada 1.000 o fracció. Màxim 75 membres del Comitè d'Empresa | 2 per cada 1.000 o fracció. Màxim 75. |

L'any 2007 es van escollir uns 27.000 comitès d'empresa i uns 80.000 òrgans d'1 i 3 delegats. És a dir, existeix representació dels treballadors en uns 107.000 centres de treball.

### Convocatòria i procés electoral
El procés electoral està regulat als articles 69 a 76 de la llei de l'Estatut dels Treballadors. Les eleccions es fan per sufragi directe, tot i que el vot també es pot fer per correu. Són electors tots els treballadors del centre de treball majors de 16 anys i amb, com a mínim, un mes d'antiguitat. I és elegible qualsevol treballador major de 18 anys i una antiguitat de 6 mesos mínim. Els treballadors estrangers també poden ser electors i elegibles. A diferència de l'Estat francès i d'Andorra, a l'Estat espanyol no hi ha cap límit de reelegibilitat successiva: el mateix candidat pot ser reelegit sense límit. Els candidats són presentats pels sindicats o coalicions de sindicats, però també s'hi poden presentar pel seu compte els treballadors que aconsegueixin l'aval amb un nombre de firmes d'electors que ha de ser, com a mínim, de tres cops el nombre de llocs a cobrir (exemple: si el comitè ha de ser compost per 10 membres, li caldran 30 signatures). Això sí, les llistes han de presentar tants candidats com llocs a cobrir. A les votacions per a comitè d'empresa, cada elector vota a una llista, la qual ha d'obtenir un mínim del 5% dels vots per a no quedar exclosa del repartiment proporcional de llocs a cobrir. Les llistes són tancades: els candidats són elegits per l'ordre en què figuren a la llista. A les votacions per a delegat de personal les llistes són obertes: cada treballador vota a tants candidats com llocs de delegat hi hagi a cobrir, i surten escollits els que obtinguin més vots.
Per a fer eleccions, els convocants han de presentar un preavís a l'oficina de l'autoritat laboral autonòmica corresponent. El poden presentar els sindicats representatius (de l'empresa, del sector, de l'àmbit autonòmic o de l'estatal) o els propis treballadors (en aquest cas, amb l'aval de la meitat més un dels treballadors). L'empresa ha de facilitar el cens d'electors i es constitueix una Mesa electoral formada pel treballador més jove, el més gran, i el de més antiguitat. La Mesa estableix el calendari i el dia de la votació, indica el repartiment per col·legis, presideix la votació, resol les reclamacions, i realitza l'escrutini i en fa pública l'acta. Les eventuals impugnacions electorals s'han de fer per procediment arbitral.

### Representativitat sindical
Sobre la base de la suma de tots els membres triats d'una mateixa organització sindical, s'obté la representativitat d'aquesta. Aquesta representativitat s'estableix en tres nivells diferents: l'estat, la comunitat autònoma, i el sector professional o àmbit territorial inferior (comarca, local, empresa).
L'Estat subsidia als sindicats més representatius i els reconeix representació institucional davant de les administracions públiques. A més, aquests sindicats es consideren legitimats d'entrada per a negociar un conveni col·lectiu. D'acord amb la Llei Orgànica de Llibertat Sindical, aconsegueixen la condició de màxima representativitat els sindicats que obtenen el 10% dels delegats (tant de personal com a membres de comitè d'empresa) en el conjunt de l'Estat, o el 15% dels delegats en una Comunitat Autònoma. Per sectors o àmbits inferiors, és "sindicat més representatiu" aquell que obté com a mínim el 10% dels delegats del seu àmbit.
Actualment, a l'estat espanyol, els sindicats més representatius són Comissions Obreres i la Unió General de Treballadors (UGT) a nivell estatal, i els sindicats bascos ELA-STB i LAB i el gallec CIG a nivell de les comunitats autònomes respectives. A nivell sectorial a l'àmbit de les Administracions Públiques també ho són l'USO i la Central Sindical Independent de Funcionaris.
El procés d'eleccions sindicals és dinàmic, i els òrgans de representació dels treballadors tenen una durada de 4 anys. Les eleccions sindicals no se celebren un únic dia, sinó que a cada empresa i centre de treball s'estableix un calendari de votacions. La majoria d'eleccions sindicals a l'estat espanyol se celebren entre el 15 de setembre d'un any i el 31 de desembre de l'any següent, en múltiples de 4 anys des de 1994: 1994-1995, 1998-1999, 2002-2003, 2006-2007, 2010-2011... L'autoritat laboral competent en cada àmbit sol tancar els dies 31 de desembre el recompte del nombre de representants elegits per cada sindicat.

## Estat francès
A l'estat francès, l'òrgan de representació és el Comité social et économique (CSE). Respecte d'Andorra i de l'Estat espanyol, té dues diferències bàsiques: al seu si també hi seu l'empresari o el seu representant; i el CSE és la única institució representativa resultat d'haver fusionat els antics comitè d'empresa o delegat de personal i el comitè d'higiène, seguretat i de les condicions de treball. És a dir que a les empreses petites, el CSE pot ser que aculli només un representant obrer (l'antic delegat de personal). En qualsevol cas, és clar que les eleccions sindicals concerneixen només l'elecció dels membres del CSE que representen els treballadors (dita la “delegació del personal” del CSE).
Les eleccions sindicals franceses es fan igualment per sufragi universal (voten tots els assalariats de l'empresa), per un mandat de 4 anys. Les eleccions es fan, efectivament, cada 4 anys al curs d'un període fixat per decret.

### El nombre de llocs a elegir
El nombre de membres del CSE a elegir també varia, com en el cas espanyol, segons el nombre de treballadors ocupats a l'empresa, amb la particularitat que s'elegeix alhora un suplent per a cada candidat. La taula establint el nombre de membres del CSE segons la mida de l'empresa, es fixa per decret. La forquilla va d'un titular (més el suplent) per a les empreses d'11 treballadors a 24, fins al màxim de 35 titulars (i 35 suplents) per a les empreses de 10.000 o més treballadors.
| Nombre d'assalariats | Nombre de titulars | Nombre de suplents |
| de 11 à 24           | 1                  | 1                  |
| de 25 à 49           | 2                  | 2                  |
| de 50 à 74           | 4                  | 4                  |
| de 75 à 99           | 5                  | 5                  |
| de 100 à 124         | 6                  | 6                  |
| de 125 à 149         | 7                  | 7                  |
| de 150 à 174         | 8                  | 8                  |
| de 175 à 199         | 9                  | 9                  |
| de 200 à 249         | 10                 | 10                 |
| de 250 à 399         | 11                 | 11                 |
| de 400 à 499         | 12                 | 12                 |
| de 500 à 599         | 13                 | 13                 |
| de 600 à 799         | 14                 | 14                 |
| de 800 à 899         | 15                 | 15                 |
| de 900 à 999         | 16                 | 16                 |
| de 1000 à 1249       | 17                 | 17                 |
| de 1250 à 1499       | 18                 | 18                 |
| de 1500 à 1749       | 20                 | 20                 |
| de 1750 à 1999       | 21                 | 21                 |
| de 2000 à 2249       | 22                 | 22                 |
| de 2250 à 2499       | 23                 | 23                 |
| de 2500 à 2999       | 24                 | 24                 |
| de 3000 à 3499       | 25                 | 25                 |
| de 3500 à 4219       | 26                 | 26                 |
| de 4250 à 4749       | 27                 | 27                 |
| de 4750 à 4999       | 28                 | 28                 |
| de 5000 à 5749       | 29                 | 29                 |
| de 5750 à 5999       | 30                 | 30                 |
| de 6000 à 6999       | 31                 | 31                 |
| de 7000 à 8249       | 32                 | 32                 |
| de 8250 à 8999       | 33                 | 33                 |
| de 9000 à 9999       | 34                 | 34                 |
| 10000 i més          | 35                 | 35                 |

### Convocatòria i procés electoral
Poden votar tots els treballadors de l'empresa que tinguin un mínim de 3 mesos d'antiguitat. I pot ser candidat qualsevol treballador de 18 anys o més, que tingui un any d'antiguitat a l'empresa com a mínim, que no tingui cap relació de parentiu amb l'empresari i que no tinguin una funció directiva establerta per escrit. La reelecció successiva d'un candidat és de 3 mandats com a màxim. Les llistes i les votacions es divideixen en dos col·legis: la dels obrers i empleats, i la dels tècnics i caps de servei. La composició de les llistes electorals ha de respectar la proporció d'homes i de dones existent en el cens electoral i, en la mesura del possible, s'han d'anar alternant en l'ordre de la llista.
A l'estat francès, les votacions sindicals es fan en dues voltes. A la primera, només hi poden presentar llistes els sindicats (en solitari o en coalició) i l'escrutini és el que serveix per a mesurar l'”audiència” (o representativitat) de cada organització. Han de ser sindicats legalitzats com a mínim dos anys abans de la convocatòria electoral. Si hi ha una participació de com a mínim el 50% del cens electoral, les eleccions s'acaben aquí: es proclamen els membres elegits del Comitè i ja no hi ha segona volta. Si, en canvi, no s'aconsegueix aquest qüòrum, es convoca una segona volta en el termini de 15 dies, que serà l'elecció definitiva. Però que ja no servirà per a comptar la representativitat sindical.
La Mesa electoral està integrada per un candidat, un representant de cada llista i un de cada sindicat presentant una llista, i per l'empresari o el seu representant. És l'encarregada de fer l'escrutini i aixecar acta dels resultats i del repartiment de membres elegits al Comitè.

### Representativitat sindical
D'ençà la llei del 20/8/2008 es mesura cada 4 anys. Segons el recompte 2017, els sindicats més representatius a nivell estatal i interprofessional són: CFDT, CGT, Força Obrera, CFE-CGC i CFTC. Per ser representatiu d'un sector cal obtenir un mínim del 8% dels vots rebuts a la primera volta de les eleccions (independentment del nombre de votants) i, alhora, disposar d'una implantació territorial equilibrada al si del sector. Per a ser-ho a nivell interprofessional i estatal, cal ser representatiu com a mínim en els sectors següents: indústria, construcció, comerç i serveis. I per a ser representatiu a nivell de l'empresa (o grup) o del centre de treball, cal haver obtingut un mínim del 10% dels vots.

## Andorra
Les eleccions sindicals es fan també per sufragi universal i per a un mandat de quatre anys. Això sí, amb la particularitat andorrana que els candidats només es poden reelegir de manera successiva per a un segon mandat.

### El nombre de llocs a elegir
A Andorra, els "delegats de personal" (denominació als estats espanyol i francès) s'anomenen "delegats dels assalariats". Els comitès d'empresa, s'anomenen igual: comitè d'empresa. El nombre de candidats a elegir varia, com en els dos exemples anteriors, segons la mida de l'empresa en nombre d'assalariats que ocupa. Els articles 107 i 108 de la Llei de relacions laborals andorrana n'estableix la següent taula:
| Nombre d'assalariats | Delegat o membres del Comitè a elegir |
| 11 a 30              | 1 delegat dels assalariats            |
| 31 a 49              | 3 membres del comitè d'empresa        |
| 50 a 99              | 5 membres                             |
| 100 a 199            | 7 membres                             |
| 200 a 499            | 9 membres                             |
| 500 o més            | 11 membres                            |

A les empreses de 10 treballadors o menys no s'hi preveu cap representació permanent, però els treballadors poden igualment elegir en assemblea a un representant encarregat de negociar un acord concret amb l'empresa. D'altra banda, per a determinar el nombre de representants, els treballadors a durada determinada es computen com un treballador més si està contractat per més d'un any o si l'any anterior a les eleccions va treballar un mínim de 183 dies. En cas de contractes inferiors, es calculen els dies treballats a l'any anterior de les eleccions pels assalariats a durada determinada.

### Convocatòria i procés electoral
Poden promoure les eleccions les organitzacions sindicals que detinguin un 10% dels delegats o membres de comitès d'un sector d'activitat, o els propis treballadors que recullin un 15% de suports entre els assalariats amb dret a sufragi. Tenen dret de vot tots els assalariats amb un mínim d'antiguitat de 6 mesos i dret a ser candidat qualsevol assalariat major d'edat; en els dos casos, però, cal que els assalariats tinguin una jornada laboral en còmput setmanal d'un mínim de 20 hores. La convocatòria s'ha de comunicar a l'empresa i al Ministeri de Treball amb un mes d'antelació.
A les empreses petites les votacions es fan amb un únic col·legi electoral, però a partir de 31 treballadors ja se’n constitueixen dos, un per als comandaments, tècnics i administratius, i un altre per a la resta d'assalariats. La mesa electoral la formen 3 membres: l'assalariat amb més antiguitat (que fa de president), l'assalariat més jove (actua de secretari) i el de més edat; cap d'ells pot ser alhora candidat i, per tant, si vol ser-ho ha de ser substituït a la mesa per un suplent. Les llistes que es presenten han de tenir el mateix nombre de candidats que de llocs a cobrir, i incrementades amb el 30% més per a eventuals substitucions que es presentin al curs del mandat. Però les llistes són obertes i els electors marquen amb una “x” només el nombre de candidats corresponent als llocs a cobrir. Són elegits els candidats amb més vots i, en cas d'empat, el de més antiguitat a l'empresa. Les votacions es fan als locals de l'empresa, el vot és secret i no pot ser per delegació.
Les reclamacions en matèria electoral es resolen davant la jurisdicció competent o, si les parts ho acorden, per procediment arbitral. Estan legitimats per impugnar tan l'empresa com els sindicats o els candidats que han concorregut a les eleccions.

### Representativitat sindical
A Andorra, en ser un país petit, no es planteja el tema de la representativitat sindical, excepte en el supòsit exposat més amunt sobre el dret a promoure eleccions sindicals.

## Crítiques al sistema
Una de les crítiques que rep el sistema electoral, des dels sindicats que s'hi oposen, són els nombrosos privilegis que tenen els delegats de personal enfront de la resta dels seus companys, com: dificultat d'acomiadament, burocratisme, capacitat de poder prendre decisions pels altres o sense consulta prèvia, hores sindicals lliures, informació exclusiva, alliberar-se del seu lloc de treball, etc. Al mateix temps alguns d'aquests avantatges s'han vist, per altres sindicats, com la justa recompensa del treball, el risc i la iniciativa dels delegats de personal i membres dels comitès d'empresa. Finalment, hi ha encara altres sindicats que, si bé són crítics amb el sistema pel burocratisme que genera, opten per participar-hi com a forma d'assegurar-se una major implantació i per a defensar la preeminència de les assemblees des de dins dels propis comitès d'empresa. Així mateix, apart de les legislacions estatals, diversos convenis de l'Organització Internacional del Treball (OIT), subscrits per Espanya i França des de fa molt temps, reconeixen els drets dels representants dels treballadors referent a hores sindicals i protecció enfront de l'acomiadament, entre altres aspectes. Andorra, de moment, no s'ha integrat a la OIT; no obstant, protegeix igualment aquests drets en la seva pròpia legislació nacional.
La Confederació Nacional del Treball (CNT) és l'únic sindicat espanyol que rebutja participar en les eleccions sindicals i, en conseqüència, fa campanyes a favor de l'abstenció a aquestes eleccions. La CNT francesa també va viure aquest debat i, de fet, el 1993 va ser el motiu d'una divisió de l'organització en dues CNT, amb un cert paral·lelisme a la divisió de la CNT espanyola quan un dels sectors (el favorable a la participació electoral) es va constituir com a Confederació General del Treball CGT (la qual, per cert, no té res a veure amb la CGT francesa, d'orientació comunista).